# Curtis G. Culin
El sergent Curtis G. Culin (15 de febrer de 1915 -20 de novembre de 1963) va ser un soldat estatunidenc de la Segona Guerra Mundial. És conegut per haver desenvolupat el dispositiu "tallabardisses" que permetia als tancs americans creuar les bardisses del bocage normand durant la batalla de Normandia.

## Biografia
Originari de Cranford, Nova Jersey,
Es va graduar el 1935 a la Cleveland High, començant a treballar com a assistent de promoció de vendes a Schenley a Nova York.
El 1938 ingressà a la Guàrdia Nacional de Nova Jersey. Amb l'atac a Pearl Harbor, la seva unitat va ser activada, esdevenint el 102 Regiment de Cavalleria, inclòs a la 2a Divisió Blindada.
Després del desembarcament del 6 de juny, les tropes americanes es van estancar durant diverses setmanes, incapaces d'avançar al bocage normand, veient-se obligades a lliurar una llarga i cansada batalla entre les carreteres enfonsades i els nombrosos recintes vorejats per altes bardisses que afavorien la defensa alemanya (aquesta batalla més tard s'anomenaria la batalla de les Bardisses. El terreny no era favorable al moviment dels tancs, que tenien dificultats per moure's en aquestes carreteres enfonsades o creuar les altes bardisses. Quan ho feien, exposaven les seves parts inferiors no blindades a les armes antitanc alemanyes.
El sergent Culin va desenvolupar llavors un dispositiu senzill però enginyós. Va soldar fulles d'acer permetent-li travessar bardisses tallant-les a la base. Aquestes fulles havien estat fetes amb els " eriçons txecs", una mena de cavalls de frisó fets de bigues d'acer, que els alemanys havien col·locat a les platges de Normandia per evitar el desembarcament de les barcasses aliades.
El general Omar Bradley va ser convidat el 15 de juliol a veure una demostració del dispositiu i, convençut, va ordenar immediatament que s'equipessin tants tancs com fos possible, sobretot perquè el llançament de l'operació Cobra era imminent. Durant l'avanç a Saint-Lo, aproximadament tres de cada cinc tancs tenien un "tallabardisses". L'aspecte del dispositiu va fer que els tancs equipats rebessin el sobrenom de "tanc rinoceront" per la seva semblança amb la banya de l'animal.
Aquest dispositiu va permetre a les tropes americanes recuperar la seva mobilitat promovent l'assalt combinat entre infanteria, vehicles blindats i artilleria. Segons el general Bradley, aquest tallabardisses va salvar la vida de milers de soldats americans. américains
Per aquest invent, el sergent Curtis va ser guardonat amb la Legió del Mèrit.
Va continuar lluitant a França i va ser greument ferit quatre mesos després per una mina al bosc de Huertgen i va perdre una cama.
Després del seu retorn als Estats Units, va tornar a la seva feina de venedor, es va casar i va anar a treballar a Nova York. Va morir el 20 de novembre de 1963 als 48 anys a Greenwich Village.  Hi ha una placa en la seva memòria a l'edifici municipal de Cranford.

## Altres tècniques aplicades

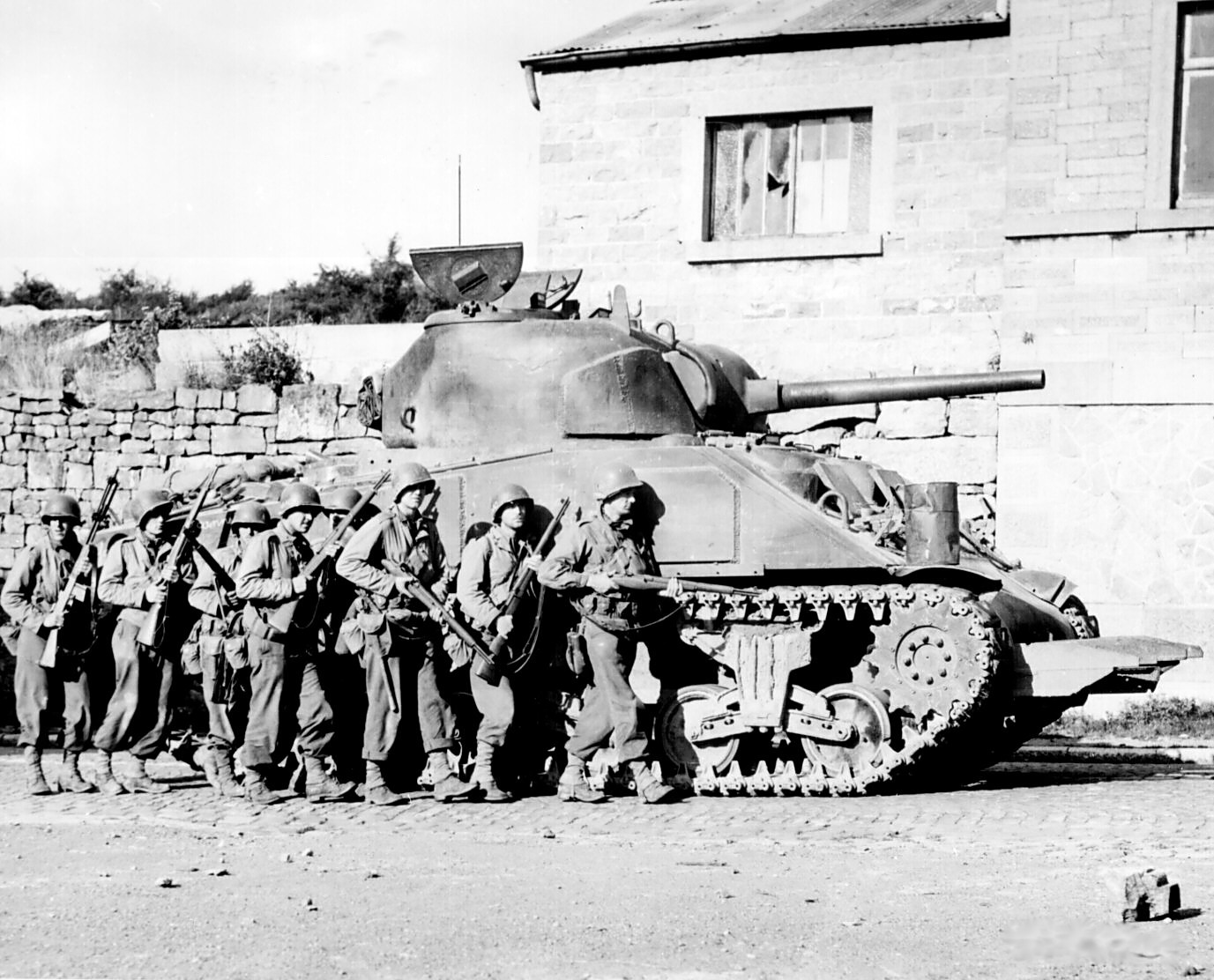
Tanc M4 Sherman amb sistema de tall de bardisses

No va ser l'únic que va desenvolupar un dispositiu per permetre que els vehicles blindats creuessin bardisses, tot i que va ser l'únic que va passar a la història.Així, les unitats blindades o d'enginyers sense buldòzers van desenvolupar la seva pròpia tècnica explosiva, però els resultats van ser diversos (temps d'implementació, pèrdua de sorpresa, dificultat per col·locar l'explosiu, etc.). Durant una prova de col·locació d'explosius mitjançant tubs, els homes del 747è Batalló Blindat  van descobrir que un tanc equipat amb tubs de vegades podia creuar certes bardisses petites per si sol. Però la maniobra sovint torçava els tubs. Després d'observar aquests passos de bardisses, el tinent Charles B. Green del 747è va equipar un tanc Sherman amb un gran amortidor fet amb rails de ferrocarril. Així equipat, el tanc va resultar prou potent per esclafar i creuar gairebé qualsevol bardissa. Els equips de manteniment van equipar diversos Sherman del 747è.

## El discurs d'Eisenhower
El 10 de gener de 1961, Dwight Eisenhower, excomandant en cap de les Forces Aliades a Europa, en un dels seus últims discursos com a president dels Estats Units, davant la Societat Americana d'Enginyers Mecànics, va esmentar el sergent Culin i el seu invent:
| « | Hi havia un petit sergent. Es deia Culin, i va tenir una idea. I aquesta idea era que podríem penjar fulles, grans fulles d'acer, a la part davantera d'aquests tancs, i a mesura que avançaven, tallaven tots aquests terraplens a nivell del terra, els travessaven per les fulles, els portaven per sobre durant una estona com a camuflatge. I aquesta idea es va portar al capità, al major, al coronel, i prou amunt perquè algú hi fes alguna cosa —i aquest va ser el general Bradley— i ho va fer molt ràpidament. Com que semblava una idea esbojarrada, no van anar tan ràpidament als enginyers, perquè tenien por dels consells tècnics, i llavors algú va fer la gran pregunta: "D'on traureu l'acer per a tot això?"» Bé, per sort els alemanys havien intentat mantenir-nos allunyats de les platges amb grans cavalls frisons d'acer, grans creus, hi havia un munt de grans barres d'acer a les platges on els alemanys les havien deixat. Així que les va agafar, les va modelar, i va funcionar bé. El grup més nombrós i feliç, suposo, de tots els exèrcits aliats aquella nit van ser els que sabien que això funcionava. I va funcionar magníficament. | » |

## Condecoracions
Legionari de la Legió del Mèrit
 Cor Porpra
 Medalla de la Campanya Europea
 Medalla de la Victòria a la II Guerra Mundial